# Colonia PEMEX
Colonia PEMEX är en ort i Mexiko.   Den ligger i kommunen Huauchinango och delstaten Puebla, i den sydöstra delen av landet, 140 km nordost om huvudstaden Mexico City. Colonia PEMEX ligger 1 362 meter över havet och antalet invånare är 362.
Terrängen runt Colonia PEMEX är huvudsakligen kuperad, men åt nordväst är den bergig. Runt Colonia PEMEX är det ganska tätbefolkat, med 192 invånare per kvadratkilometer. Närmaste större samhälle är Huauchinango, 5,9 km sydväst om Colonia PEMEX. I omgivningarna runt Colonia PEMEX växer i huvudsak blandskog.